# Unione per il Mediterraneo
L'Unione per il Mediterraneo (UpM) è un'organizzazione intergovernativa che raggruppa 43 Paesi europei e del bacino del Mediterraneo: i 27 Stati membri dell'Unione europea e 16 Paesi mediterranei partner del Nordafrica, del Medio Oriente e dell'Europa sud-orientale.
È stata fondata nel luglio 2008 in occasione del Vertice di Parigi per il Mediterraneo al fine di rafforzare il Partenariato euro-mediterraneo (Euromed) istituito nel 1995 sotto il nome di Processo di Barcellona.
L'Unione ha lo scopo di promuovere la stabilità e l'integrazione in tutta la regione mediterranea. L'UpM è un forum di discussione di questioni strategiche regionali basato sui principi di comproprietà, codecisione e responsabilità condivisa tra le due sponde del Mediterraneo. Il suo obiettivo principale è quello di aumentare l'integrazione Nord-Sud e Sud-Sud nella regione mediterranea al fine di sostenere lo sviluppo socioeconomico dei diversi Paesi e garantire la stabilità nella regione. Mediante il suo piano d'azione, l'ente si concentra su due pilastri principali: favorire lo sviluppo umano e promuovere lo sviluppo sostenibile. A tal fine, individua e assiste in progetti di interesse regionale a geometrie variabili, ai quali conferisce il proprio marchio in seguito alla decisione unanime dei 43 Paesi. Questi progetti ed iniziative si concentrano su 6 settori di attività, come prescritto dagli Stati membri dell'UpM:
- Sviluppo imprenditoriale
- Alta formazione e ricerca
- Affari sociali e civili
- Energia e azioni per il clima
- Trasporti e sviluppo urbano
- Acqua e ambiente

## Contesto storico

### Lancio dell'Unione per il Mediterraneo
Membri dell'Unione Europea
     Altri membri
     Membri sospesi
     Osservatori

Membri dell’ Unione per il Mediterraneo.
Membri dell'Unione Europea
Altri membri
Membri sospesi
Osservatori

Nel corso del Vertice di Parigi per il Mediterraneo (13 luglio 2008), i 43 capi di Stato e di governo della regione euro-mediterranea hanno deciso di lanciare il Processo di Barcellona: Unione per il Mediterraneo. L'organizzazione è stata presentata come una nuova fase del Partenariato euro-mediterraneo, dotata di nuovi membri e di una migliore architettura istituzionale, istituita allo scopo di "rafforzare le relazioni multilaterali, incentivare la condivisione della responsabilità del processo, impostare la governanza sulla base della parità di tutte le parti e tradurre ciò in progetti concreti, più visibili per i cittadini. È giunto il momento di imprimere un nuovo e costante impulso al processo di Barcellona. Per trasformare gli obiettivi della dichiarazione di Barcellona in risultati tangibili occorrono ora un maggiore impegno e nuovi catalizzatori."
Il Vertice di Parigi è considerato un successo diplomatico per Nicolas Sarkozy. Il presidente francese è infatti riuscito a riunire a Parigi tutti i capi di Stato e di governo dei 43 Paesi euro-mediterranei, ad eccezione dei re del Marocco e Giordania.
In occasione della Conferenza dei ministri degli Esteri euro-mediterranei tenutasi a Marsiglia nel novembre 2008, i Ministri hanno deciso di abbreviare il nome dell'iniziativa in "Unione per il Mediterraneo".
La riunione si è conclusa con una nuova dichiarazione congiunta, complementare a quella di Parigi, che definiva la struttura organizzativa e i principi di funzionamento dell'UpM. È stata introdotta una copresidenza a rotazione, affidata congiuntamente ad un Paese membro dell'UE e ad un partner mediterraneo. La Francia e l'Egitto hanno dato inizio alla copresidenza. È stata stabilita la partecipazione della Lega araba a tutte le riunioni. È stato inoltre creato un Segretariato dotato di una struttura giuridica separata con uno status autonomo. Per la sede è stata scelta la città di Barcellona.
La scelta di lanciare l'Unione per il Mediterraneo come nuova fase del Partenariato euro-mediterraneo implicava l'accettazione e l'impegno da parte dell'Unione a mantenere l'acquis di Barcellona, il cui scopo era quello di promuovere la "pace, la stabilità e la prosperità" in tutta la regione (Barcellona, 2). Restavano pertanto validi i quattro capitoli della cooperazione sviluppati nel quadro del Processo di Barcellona nell'arco di tredici anni:
- Politica e sicurezza
- Economia e commercio
- Ambito socio-culturale
- Giustizia e affari interni. Questo quarto capitolo è stato inserito nel corso del 10º anniversario del Vertice euro-mediterraneo tenutosi a Barcellona nel 2005.

L'obiettivo di creare un'area di libero scambio nella regione euro-mediterranea entro il 2010 (e oltre), proposto per la prima volta in occasione della conferenza di Barcellona del 1995, è stato approvato anche dal Vertice di Parigi del 2008.
Oltre a questi quattro capitoli di cooperazione, i 43 ministri degli Esteri riunitisi a Marsiglia nel novembre 2008 hanno individuato sei progetti concreti che rispondevano alle esigenze specifiche delle regioni euro-mediterranee e destinati ad accrescere la visibilità del Partenariato:
- Disinquinamento del Mediterraneo. Questo ampio progetto comprende molte iniziative che mirano ad ottenere una buona governance ambientale, a migliorare l'accesso all'acqua potabile e la gestione delle risorse idriche, a ridurre l'inquinamento e a tutelare la biodiversità mediterranea.[9]
- Autostrade del mare e terrestri. L'obiettivo di questo progetto è aumentare e migliorare la circolazione delle merci e delle persone in tutta la regione euro-mediterranea, migliorando i porti e costruendo autostrade e ferrovie. In particolare, le Dichiarazioni di Parigi e Marsiglia parlano della costruzione di un sistema ferroviario e autostradale trans-maghrebino per il collegamento di Marocco, Algeria e Tunisia.[9]
- Protezione civile. Il progetto di protezione civile mira a migliorare la prevenzione, la preparazione e la risposta alle catastrofi naturali e a quelle causate dall'uomo. L'obiettivo finale è "avvicinare progressivamente i Paesi partner mediterranei al meccanismo europeo di protezione civile".[8]
- Energie alternative: piano solare mediterraneo. L'obiettivo di questo progetto è quello di promuovere la produzione e l'uso di energie rinnovabili. Più precisamente, mira a trasformare i Paesi partner mediterranei in produttori di energia solare e a far circolare l'elettricità che ne deriva nella regione euro-mediterranea.[9] A questo proposito l'Unione e l'iniziativa industriale Dii hanno firmato nel maggio 2012 un Protocollo d'intesa per la collaborazione futura comprensivo dello sviluppo delle relative strategie a lungo termine "Piano solare mediterraneo" ed "Energia dal deserto 2050". Al momento della firma a Marrakech, il Segretario Generale dell'Unione ha definito il nuovo partenariato "un passo fondamentale per l'attuazione del Piano solare mediterraneo".[10]
- Alta formazione e ricerca: università euro-mediterranea. Nel giugno 2008 è stata inaugurata a Pirano (Slovenia) l'Università Euromediterranea EMUNI, che offre corsi di studio per laureati. I ministri degli Esteri riunitisi a Marsiglia nel 2008 hanno richiesto anche la creazione di un'altra università euro-mediterranea a Fès, in Marocco: l'Università euro-mediterranea del Marocco (Euromed-UM).[8] La decisione di procedere con la creazione dell'Università di Fès è stata annunciata nel giugno 2012.[11] Al Vertice di Parigi del 2008, i 43 capi di Stato e di governo hanno convenuto che l'obiettivo di questo progetto è promuovere l'alta formazione e la ricerca scientifica nel Mediterraneo, nonché creare in futuro uno "spazio euro-mediterraneo dell'alta formazione, della scienza e della ricerca."[3]
- L'Iniziativa per lo sviluppo imprenditoriale nel Mediterraneo. Questa iniziativa mira a promuovere le piccole e medie imprese dei Paesi partner mediterranei "valutando le esigenze di queste imprese, definendo soluzioni politiche e fornendo a tali entità risorse sotto forma di assistenza tecnica e strumenti finanziari".[3]

### 2008–2010: Primi anni

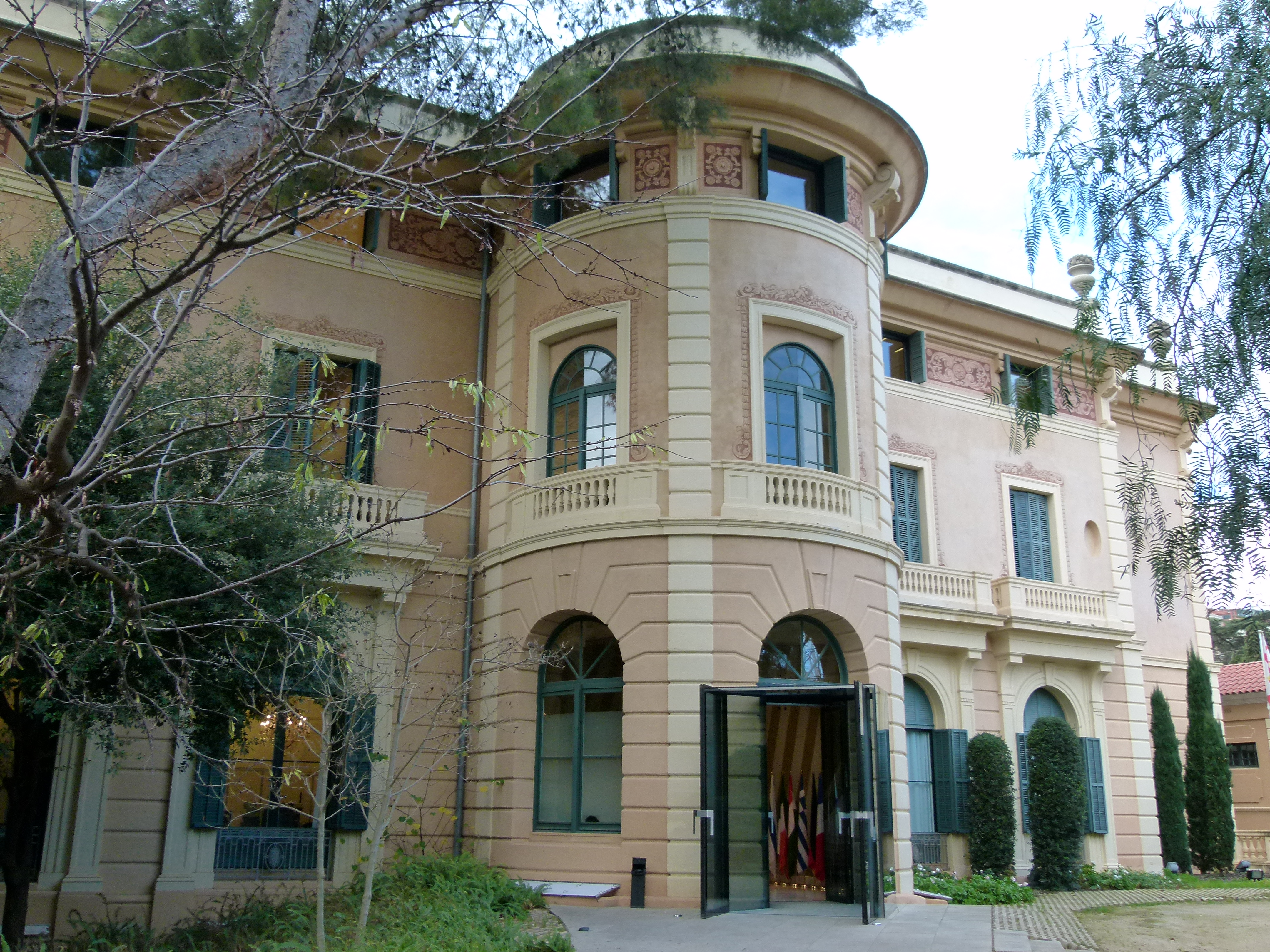
La sede dell'UpM

È previsto ogni due anni un vertice dei capi di Stato e di governo volto a promuovere il dialogo politico ai massimi livelli. Secondo la Dichiarazione di Parigi:
- tali vertici dovrebbero produrre una dichiarazione congiunta che affronti la situazione e le sfide della regione euro-mediterranea, valuti il lavoro del Partenariato e approvi un programma di lavoro biennale;[3]
- i ministri degli Esteri dovrebbero riunirsi ogni anno per monitorare l'attuazione della dichiarazione del vertice e preparare l'ordine del giorno dei vertici successivi;[3] e
- il Paese ospitante dei vertici deve essere scelto ad unanimità e a base alterna tra l'UE e i Paesi partner mediterranei.[3]

Il primo vertice si è tenuto a Parigi nel luglio 2008. Il secondo vertice avrebbe dovuto svolgersi in un Paese non UE nel luglio 2010, ma i Paesi euro-mediterranei hanno accettato di tenerlo a Barcellona il 7 giugno 2010, durante la presidenza dell'UE da parte della Spagna. Tuttavia, il 20 maggio la copresidenza egiziana e francese, unitamente alla Spagna ha deciso di rinviare il vertice, a quanto detto al fine di concedere più tempo per i colloqui indiretti tra Israele e l'Autorità palestinese avviati in quel mese. I media spagnoli hanno identificato invece come causa del rinvio la minaccia araba di boicottare il vertice qualora Avigdor Lieberman, ministro degli Esteri israeliano, avesse partecipato alla conferenza dei ministri degli Esteri prima del vertice.
Al momento del Vertice di Parigi, la copresidenza era detenuta dalla Francia, in carica anche della presidenza dell'UE, e dall'Egitto. Da allora, la Francia ha firmato accordi con le diverse presidenze di turno dell'UE (Repubblica ceca, Svezia e Spagna) per mantenere la copresidenza accanto all'Egitto. Il rinnovo della copresidenza sarebbe dovuto avvenire in occasione del secondo Vertice dell'Unione per il Mediterraneo. Tuttavia, a causa dei due rinvii del vertice, non è stato possibile decidere quali Paesi avrebbero assunto la copresidenza.
Il conflitto tra la Turchia e Cipro ha causato un ritardo nell'approvazione degli statuti del Segretariato, che sono stati approvati solo nel marzo 2010 sebbene nella Dichiarazione di Marsiglia fosse stato fissato come termine per l'entrata in funzione del Segretariato il mese di maggio 2009. In occasione del Vertice di Parigi, i capi di Stato e di governo hanno deciso di istituire cinque Vicesegretari generali provenienti da Grecia, Israele, Italia, Malta e dall'Autorità palestinese. Il desiderio della Turchia di fornire un Vicesegretario generale e il rifiuto di Cipro hanno portato a mesi di negoziati finché Cipro ha finalmente approvato la creazione di un sesto posto di Vicesegretario generale assegnato a un cittadino turco.
Per la sua gravità, il conflitto arabo-israeliano è quello che colpisce più profondamente l'Unione per il Mediterraneo. A seguito di un conflitto armato tra Israele e Gaza dal dicembre 2008 al gennaio 2009, il Gruppo arabo si è rifiutato di riunirsi ad alti livelli, bloccando così tutte le riunioni ministeriali previste per il primo semestre del 2009. Inoltre, il rifiuto dei ministri degli Esteri arabi di riunirsi con la loro controparte israeliana, Avigdor Lieberman, ha comportato l'annullamento di due riunioni dei ministri degli Esteri nel novembre 2009 e nel giugno 2010. Le riunioni settoriali dell'Unione per il Mediterraneo sono state inoltre influenzate dalle azioni di Israele contro la popolazione civile palestinese sotto la sua occupazione. In occasione della Conferenza ministeriale euro-mediterranea sull'acqua tenutasi a Barcellona nell'aprile 2010, la strategia per le risorse idriche non è stata approvata a causa di un disaccordo terminologico sulla denominazione dei Paesi rivendicati dai palestinesi, dai siriani e dai libanesi: "territori occupati" o "territori sotto occupazione". Si è reso necessario annullare altre due riunioni ministeriali, sull'alta formazione e l'agricoltura, a causa della stessa discrepanza.
Dopo il rinvio iniziale, sia la Francia che la Spagna hanno annunciato l'intenzione di tenere colloqui di pace tra Israele e l'Autorità palestinese nel quadro del vertice rinviato sotto l'egida degli Stati Uniti. A tale scopo, nel mese di settembre, è stato invitato a partecipare al vertice l'allora presidente degli Stati Uniti Barack Obama. Secondo Nicolas Sarkozy, il vertice, programmato per il 21 novembre 2010 a Barcellona, era "un'occasione per sostenere i negoziati".
Tuttavia, all'inizio di novembre 2010 i colloqui di pace si sono arrestati e il copresidente egiziano ha imposto come condizione per l'inizio del vertice un gesto da parte di Israele che ne avrebbe permesso la ripresa. Secondo alcuni esperti, l'annuncio da parte di Benjamin Netanyahu della costruzione di 300 nuove unità abitative a Gerusalemme Est ha fatto svanire ogni possibilità di celebrare il vertice il 21 novembre. I due copresidenti e la Spagna hanno deciso il 15 novembre di rinviare il vertice sine die, sostenendo che la stagnazione del processo di pace in Medio Oriente avrebbe ostacolato una "partecipazione soddisfacente".
Dopo i rallentamenti causati dalla congiuntura economica e politica nel 2009, l'UpM ha portato a conclusione nel marzo 2010 la trattativa sull'istituzione del Segretariato generale e l'inaugurazione ufficiale di quest'ultimo, il 4 marzo 2010 a Barcellona, nel Palazzo Reale di Pedralbes rinnovato per l'occasione.
Nel settembre 2010, Eneko Landaburu, ambasciatore dell'Unione europea in Marocco, ha dichiarato di "non credere" nell'Unione per il Mediterraneo. Secondo lui, la divisione tra gli arabi "non permette di attuare una forte politica interregionale" e richiede l'abbandono di questo ambizioso progetto in cui sono coinvolti 43 Paesi per concentrarsi sulle relazioni bilaterali.

### 2011 – oggi
Il 22 giugno 2011 l'UpM ha presentato il suo primo progetto, la creazione di un impianto di dissalazione dell'acqua di mare per la striscia di Gaza.
Nel 2012 i 43 Paesi dell'UpM hanno approvato un totale di 13 nuovi progetti nei settori dei trasporti, dell'istruzione, dell'acqua e dello sviluppo delle imprese.
Nel gennaio 2012 il Segretario generale dell'UpM, il marocchino Youssef Amrani, è stato nominato ministro delegato presso il Ministero degli Esteri e della Cooperazione del governo Benkirane. Gli è successo alla carica di Segretario generale un suo connazionale, il diplomatico Fathallah Sijilmassi.
Nel 2013 l'Unione per il Mediterraneo ha lanciato i suoi primi progetti:
- 30 aprile: Giovani donne creatrici di occupazione[28]
- 28 maggio: Governance e Finanziamento del settore idrico nel Mediterraneo[29]
- 17 giugno: LogismedTA[30]

Tra il 2013 e il 2015, si tengono 7 riunioni ministeriali settoriali:
- Conferenza ministeriale dell'UpM sul rafforzamento del ruolo delle donne nella società - settembre 2013[31]
- Conferenza ministeriale dell'UpM sui trasporti – novembre 2013[32]
- Conferenza ministeriale dell'UpM sull'energia - dicembre 2013[33]
- Conferenza ministeriale dell'UpM sulla cooperazione industriale - febbraio 2014[34]
- Conferenza ministeriale dell'UpM su ambiente e cambiamento climatico - maggio 2014[35]
- Conferenza ministeriale dell'UpM sull'economia digitale - settembre 2014- settembre 2014[36]
- Conferenza ministeriale dell'UpM sull'economia blu - novembre 2015[37]
- Conferenza ministeriale dell'UpM sulla cooperazione e la pianificazione regionale - giugno 2016[38]
- Conferenza ministeriale dell'UpM sull'occupazione e il lavoro - settembre 2016[39]
- Conferenza ministeriale dell'UpM sull'energia - dicembre 2016[40]
- Conferenza ministeriale dell'UpM sull'acqua - aprile 2017[41]
- Conferenza ministeriale dell'UpM sullo sviluppo urbano - maggio 2017[42]

Nel 2015, l'UpM annovera un totale di 37 progetti approvati 19 dei quali in fase di attuazione.[AP2] Il 18 novembre 2015, nella versione revisionata della Politica europea di vicinato (PEV) pubblicata dalla Commissione e dal Servizio europeo per l'azione esterna e confermato dal Consiglio europeo del 14 dicembre, l'UpM viene definita una forza trainante dell'integrazione e della cooperazione regionale.
Il 26 novembre 2015, in occasione del 20º anniversario della Dichiarazione di Barcellona, su iniziativa dei due copresidenti dell'UpM, la sig.ra Federica Mogherini, Vicepresidente della Commissione europea e Alto rappresentante dell'Unione per gli affari esteri e la politica di sicurezza, e Nasser Judeh, Ministro degli Esteri del Regno di Giordania, si è tenuta a Barcellona una riunione informale dei ministri degli Esteri dei Paesi dell'UpM, nella quale questi ultimi hanno rinnovato il loro impegno politico per lo sviluppo della cooperazione regionale nel quadro dell'UpM..
Il 14 dicembre 2015 l'Assemblea generale delle Nazioni Unite ha adottato la risoluzione A/70/124 che concedeva all'Unione per il Mediterraneo lo status di osservatore.
Nel febbraio 2016 sono state concluse con successo in Giordania e Marocco le attività di formazione del progetto "Competenze per il successo", con un'alta percentuale di collocamenti. Si stima che la percentuale di collocamento sul numero totale di persone in cerca di lavoro in Giordania e Marocco (115 laureati) sia stato pari al 49%, con un 6% dei partecipanti collocato in tirocini.
Il 12 marzo 2016 l'UpM ha ricevuto il prestigioso Distintivo d'onore dell'AEFE (Agrupación Española de Fomento Europeo [Associazione spagnola per lo sviluppo europeo]) in riconoscimento del valore del suo operato a favore dei valori universali e dei diritti umani nella regione mediterranea.
Il 2 giugno 2016 l'UpM ha tenuto la sua prima Conferenza ministeriale per la cooperazione e la pianificazione regionale, su invito del Commissario dell'UE Johannes Hahn e di Imad N. Fakhoury, Ministro giordano per la cooperazione e la pianificazione.
I ministri hanno riconosciuto la necessità di promuovere l'integrazione economica tra i Paesi della regione come uno dei mezzi per creare opportunità per la necessaria crescita inclusiva e la creazione di posti di lavoro. Hanno altresì sottolineato il ruolo cruciale dell'Unione per il Mediterraneo a tal fine, accogliendo con favore l'operato del Segretariato dell'UpM volto a contribuire ad agevolare i progressi nel campo della cooperazione e dell'integrazione regionale, anche mediante la promozione di progetti a livello regionale.
Il 18-19 luglio 2016 l'UpM ha partecipato attivamente alla conferenza MedCOP Climat 2016 come partner istituzionale della regione di Tangeri. La MedCOP Climat 2016 ha offerto un forum per la presentazione di varie iniziative e progetti sostenuti dall'UpM che stanno contribuendo alla formulazione di un programma mediterraneo sul clima, come ad esempio la creazione di una rete mediterranea di giovani che lavorano su questioni correlate al clima, l'istituzione del Comitato regionale per la cooperazione sui finanziamenti per il clima, volto a rendere più efficienti i finanziamenti per i progetti sul clima nella regione, e il lancio dell'Università dell'energia dell'UpM da parte di Schneider Electric.
Il 10-11 ottobre 2016 il Segretariato dell'UpM ha organizzato a Barcellona la 3ª Conferenza ad alti livelli sull'emancipazione femminile, che è succeduta alle edizioni 2014 e 2015 e ha funto da preparazione per la 4ª Conferenza ministeriale dell'UpM sul rafforzamento del ruolo delle donne nella società prevista per la fine del 2017. La Conferenza ha lasciato spazio per un forum di dialogo regionale in cui i 250 partecipanti provenienti da oltre 30 Paesi hanno sottolineato la necessità di investire nel contributo essenziale delle donne in risposta alle attuali sfide del Mediterraneo.
È stata redatta una relazione in seguito alla richiesta formulata dalla Dichiarazione ministeriale dell'UpM di Parigi sul rafforzamento del ruolo delle donne nella società. La richiesta era "di istituire un meccanismo efficace di monitoraggio, come ad esempio un forum euro-mediterraneo, e di garantire un dialogo efficace sulle politiche e la legislazione in materia di donne e sulla relativa attuazione".
Il 1º novembre 2016 l'UpM ha lanciato ufficialmente il "Programma integrato per la protezione del lago di Biserta dall'inquinamento" a Biserta, Tunisia. L'evento si è tenuto alla presenza di Yūssef al-Shāhed, Presidente del governo tunisino, di Federica Mogherini, Alto rappresentante dell'Unione europea per la politica estera e la sicurezza e Vicepresidente della Commissione europea, e di Fathallah Sijilmassi, Segretario generale dell'Unione per il Mediterraneo. Con un budget totale di oltre 90 milioni di euro per un periodo di cinque anni, il programma contribuirà a ripulire il lago di Biserta situato nel nord della Tunisia, a migliorare le condizioni di vita delle popolazioni residenti nella zona circostante e a ridurre le principali fonti di inquinamento che colpiscono l'intero mar Mediterraneo. Il progetto è sostenuto da istituzioni finanziarie internazionali, come la Banca europea per gli investimenti, la Commissione europea e la Banca europea per la ricostruzione e lo sviluppo.
Nel novembre 2016 il Segretariato dell'UpM è diventato ufficialmente osservatore della XXII Conferenza delle Parti dell'UNFCCC (COP22), partecipando attivamente attraverso il lancio di iniziative e progetti regionali specifici volti a contribuire al raggiungimento degli obiettivi dell'accordo di Parigi nella regione euro-mediterranea.
Il 23 gennaio 2017 gli Stati membri dell'Unione per il Mediterraneo hanno espresso un forte impegno politico per rafforzare la cooperazione regionale nel Mediterraneo, approvando la tabella di marcia dell'UpM in occasione del 2º Forum regionale dell'UpM tenutosi a Barcellona il 23 e 24 gennaio 2017 sul tema "Mediterraneo in azione: i giovani per la stabilità e la crescita".
La tabella di marcia si concentra sui quattro settori d'azione seguenti: 
- Rafforzare il dialogo politico tra i membri dell'UpM;
- Garantire il contributo delle attività dell'UpM alla stabilità regionale e allo sviluppo umano;
- Rafforzare l'integrazione regionale;
- Consolidare la capacità di azione dell'UpM.

Il 22 febbraio 2017 il Segretariato dell'Unione per il Mediterraneo (UpM) e l'Agenzia svedese di cooperazione internazionale allo sviluppo (Swedish International Development Agency, SIDA) hanno firmato un accordo finanziario pluriennale di 6,5 milioni di euro a sostegno delle attività dell'UpM a favore di uno sviluppo più sostenibile e inclusivo nella regione.
Il 10 aprile 2017 i capi di Stato o di governo di Cipro, Francia, Grecia, Italia, Malta, Portogallo e Spagna e si sono riuniti a Madrid in occasione del 3º Vertice dei Paesi meridionali dell'Unione europea, nel corso del quale hanno riaffermato il loro sostegno all'Unione per il Mediterraneo e hanno sottolineato il suo "ruolo centrale nel consolidamento della cooperazione regionale euro-mediterranea quale espressione di comproprietà nella gestione della nostra agenda regionale comune al fine di affrontare efficacemente e collettivamente le sfide attuali".
Nel 2017 l'UpM ha approvato, con il sostegno unanime dei 43 Stati membri, 47 progetti di cooperazione regionale, per un valore di oltre 5,3 miliardi di euro. L'attuazione dei progetti sta procedendo a ritmo sostenuto e sta producendo risultati positivi sul campo.

## Obiettivi e traguardi principali
L'obiettivo principale dell'Unione per il Mediterraneo è rafforzare la cooperazione e l'integrazione nella regione euro-mediterranea attraverso il dialogo regionale e la realizzazione di progetti specifici e strutturali nella regione. I progetti sostenuti dall'UpM si reggono sul principio della geometria variabile che consente ad ogni Paese di prendere parte, quando lo desidera, ai progetti approvati.

### Dialogo regionale

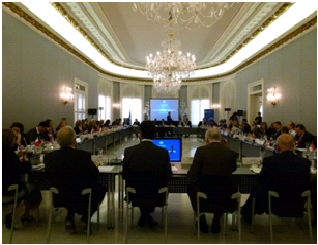
Riunione dell'UpM (gennaio 2016)

L'azione dell'UpM fa da complemento alla Politica europea di vicinato istituita nel 2004 e alle politiche di sviluppo degli Stati membri dell'UpM, creando le basi per la nascita di un programma mediterraneo comune volto ad influire non solo sulla situazione dei singoli Paesi, ma sull'integrazione regionale nel suo complesso.
Composta da 43 membri, l'UpM opera come piattaforma centrale per la formulazione delle priorità regionali e per lo scambio di esperienze sulle sfide principali che la regione deve affrontare..
Il Segretariato dell'UpM attua le decisioni prese a livello politico attraverso i forum di dialogo regionali e subregionali, così come le attività di monitoraggio, dando seguito agli impegni ministeriali e promuovendo iniziative volte a favorire la cooperazione regionale.
Questo obiettivo viene perseguito in coordinamento con il lavoro di altre organizzazioni e forum di cooperazione regionale (Lega araba, Unione del Maghreb arabo) e in maniera complementare ai forum subregionali per la cooperazione, come il Dialogo 5+5 al quale l'UpM partecipa attivamente..
I forum di dialogo regionale strutturato hanno coinvolto oltre 20.000 parti interessate provenienti da tutto il Mediterraneo, tra cui parlamentari e rappresentanti di organizzazioni internazionali, ONG, organizzazioni della società civile, istituzioni finanziarie internazionali, agenzie per lo sviluppo, industria e settore privato, università e gruppi di riflessione.
Dal 2013, sotto la copresidenza dell'UE e della Giordania, si sono tenute dodici conferenze ministeriali sui settori chiave del programma mediterraneo:
- Conferenza ministeriale sul rafforzamento del ruolo delle donne nella società, Parigi, 12 settembre 2013
- Conferenza ministeriale sui trasporti, Bruxelles, 14 novembre 2013
- Conferenza ministeriale sull'energia, Bruxelles, 11 dicembre 2013
- Conferenza ministeriale sulla cooperazione industriale, Bruxelles, 19-20 febbraio 2014
- Conferenza ministeriale sull'ambiente e i cambiamenti climatici, Atene, 12-13 maggio 2014
- Conferenza ministeriale sull'economia digitale, Bruxelles, 30 settembre 2014
- Conferenza ministeriale sull'economia blu, Bruxelles, 17 novembre 2015
- Conferenza ministeriale sulla cooperazione e la pianificazione regionale, Mar Morto, Giordania, 2 giugno 2016
- Conferenza ministeriale sull'occupazione e il lavoro, Mar Morto, Giordania, 26 settembre 2016
- Conferenza ministeriale sull'energia, Roma, 1º dicembre 2016
- Conferenza ministeriale sull'acqua, La Valletta, Malta, 27 aprile 2017
- Conferenza ministeriale sullo sviluppo urbano, Il Cairo, 22 maggio 2017

Nel marzo 2015 la Conferenza interparlamentare sulla politica estera e di sicurezza comune e sulla politica di sicurezza e di difesa comune ha descritto nelle sue conclusioni finali l'UpM come "il forum di cooperazione più efficace e multilaterale della regione".
Nel maggio 2016, nella dichiarazione finale della sua 12ª seduta plenaria, l'Assemblea parlamentare dell'UpM ha riconosciuto "l'importanza del ruolo cardine svolto dall'UpM nella promozione della cooperazione e dell'integrazione regionale nel Mediterraneo [...]".
Nel gennaio 2017, in occasione del 2º Forum regionale dell'UpM in cui si sono riuniti i ministri degli Esteri dei 43 Stati membri, Federica Mogherini, Alto rappresentante dell'Unione europea per la politica estera e la sicurezza e Vicepresidente della Commissione europea, ha dichiarato: "Ci siamo impegnati insieme a spezzare questo circolo vizioso di mancanza di integrazione, tensioni e conflittualità e ad investire in modo coerente in un dialogo politico più intenso e in una maggiore cooperazione regionale per l'integrazione in campi d'azione molto specifici attraverso la nostra Unione per il Mediterraneo".

### Progetti regionali
Attraverso il processo di approvazione, o "labelling", l'UpM sostiene progetti mirati alla risoluzione di problemi regionali comuni e in grado di avere un impatto diretto sulla vita dei cittadini. Il labelling UpM garantisce ai progetti approvati un riconoscimento regionale e maggiore visibilità, oltre a consentire l'accesso ai finanziamenti attraverso la rete di partner finanziari dell'UpM.
Il principale valore aggiunto dell'UpM risiede nell'interrelazione creata tra la dimensione politica e la sua traduzione operativa in progetti concreti sul campo, che a sua volta alimenta la definizione delle politiche pertinenti attraverso un approccio multilaterale. L'adozione di progetti sul campo segue il principio della "geometria variabile", che fornisce una certa flessibilità grazie alla quale un numero più ristretto di Paesi può decidere, con l'approvazione di tutti, di cooperare e partecipare a progetti di interesse comune.
A dicembre 2015 l'UpM aveva approvato 37 progetti. A luglio 2017, il numero di progetti approvati era pari a 45:

#### Sviluppo umano
Dopo un processo di consultazione con i diversi interlocutori, l'UpM ha lanciato nel 2013 un'iniziativa regionale (Med4Jobs) che definisce le priorità d'intervento in termini di occupabilità, servizi di intermediazione e creazione di posti di lavoro nella regione, nell'ambito della quale vengono sviluppati progetti specifici.
Fino al 2015, il segretariato dell'UpM ha approvato 13 progetti destinati ad affrontare le sfide dell'occupabilità dei giovani e della crescita inclusiva. Nel quadro del mandato politico e delle priorità espresse nei dialoghi regionali, questi progetti sono rivolti a circa 200.000 destinatari, per lo più giovani, e coinvolgono più di 1.000 piccole e medie imprese private.
Per quanto riguarda l'emancipazione femminile, ha approvato anche 10 progetti a favore di oltre 50.000 donne nella regione euro-mediterranea, cui hanno partecipato oltre 1.000 parti interessate e che hanno disposto di un budget di oltre 127 milioni di euro.
L'attenzione specifica rivolta all'occupabilità dei giovani e all'emancipazione femminile è in linea con l'obiettivo dell'UpM di rafforzare il capitale umano nella regione, che costituisce l'elemento chiave per la stabilità e la sicurezza dell'area.
A partire dal luglio 2017 l'UpM ha approvato 26 progetti destinati ad affrontare il pilastro regionale dello sviluppo umano.

##### Sviluppo imprenditoriale
- Sviluppo dell'occupabilità e delle competenze imprenditoriali dei giovani - Maharat MED
- Rete mediterranea dell'imprenditorialità
- Promozione dell'inclusione finanziaria attraverso i servizi finanziari mobili nei Paesi del Mediterraneo meridionale e orientale
- Istituzione di una piattaforma regionale per lo sviluppo dei settori e dei cluster culturali e creativi nel Mediterraneo meridionale
- Generazione di imprenditori
- EDILE - Sviluppo economico attraverso l'emancipazione inclusiva e locale
- EMIPO - Osservatorio e promozione degli investimenti EUROMED
- EMDC - Centro euro-mediterraneo di sviluppo per le micro, piccole e medie imprese
- Programma PMI di Agadir - Programma destinato a promuovere la competitività e il commercio delle PMI nei Paesi membri dell'accordo di Agadir
- YouMatch – Progetto "cassetta degli attrezzi": elaborazione e attuazione di una serie di strumenti basati sulla domanda per servizi del mercato del lavoro innovativi e orientati ai giovani nella regione MENA

##### Alta formazione e ricerca
- MedNC – Nuova rete mediterranea di opportunità
- HOMERe – Alta opportunità di assunzione esecutiva nel Mediterraneo
- Alta formazione in materia di sicurezza alimentare e sviluppo rurale
- Programmi pilota EMUNI
- Tre settori dei programmi di ricerca del dottorato dell'EMUNI
- Master in Scienze del rischio
- Università euro-mediterranea di Fès[92]
- Scuola internazionale del Mediterraneo orientale (Eastern Mediterranean International School, EMIS)

##### Affari sociali e civili
- WOMED: la "prossima generazione di leader"
- CRESCITA CEED: Crescita e ridimensionamento delle piccole e medie imprese
- Formazione di cittadini responsabili: promozione dell'educazione civica per prevenire la violenza scolastica, soprattutto contro le ragazze e le donne
- Sviluppo dell'emancipazione femminile
- Competenze per il successo: competenze occupazionali per le donne
- Giovani donne creatrici di occupazione
- Promozione dell'emancipazione femminile per uno sviluppo industriale inclusivo e sostenibile nella regione MENA[70]
- Diritto delle donne alla salute – Progetto WoRTH[71]

#### Sviluppo sostenibile
Fino al 2015 i 43 Paesi dell'UpM hanno approvato 14 progetti, tra cui il risanamento del lago tunisino di Biserta, la costruzione dell'impianto di dissalazione dell'acqua per la striscia di Gaza e lo sviluppo urbano integrato della città di Imbaba.
A partire dal luglio 2017 l'UpM ha approvato 21 progetti destinati ad affrontare il pilastro regionale dello sviluppo sostenibile. Si prevede che questi progetti avranno un impatto socioeconomico importante in tutta la regione, anche per quanto riguarda le azioni per il clima, le energie rinnovabili, i trasporti, lo sviluppo urbano, l'acqua, l'economia blu e l'ambiente.

##### Trasporti e Sviluppo Urbano
- Progetto Sfax Taparura dell'Urban Projects Finance Initiative (UPFI)
- Sviluppo della valle del Bou Regreg
- Progetto di riqualificazione urbana della città di Imbaba
- Rete ferroviaria giordana
- Completamento della sezione centrale dell'asse autostradale transmaghrebina
- Attività formative LOGISMED
- Autostrada del mare: progetto turco-italo-tunisino
- ATTUAZIONE DEL PROGETTO OPTIMED – Verso un nuovo corridoio mediterraneo: da sud-est a nord-ovest
- Progetto di rigenerazione urbana multi-sito dell'UPFI a Gerico
- Progetto di gestione integrata dei rifiuti urbani di Smirne

##### Energia e Azioni Per Il Clima
- Parco eolico di Tafila
- Università dell'energia dell'UpM lanciata da Schneider Electric
- Quadro di riferimento per le energie rinnovabili private per la regione SEMed - SPREF

##### Acqua e Ambiente
- Programma per il rafforzamento delle capacità in materia di integrità idrica in Medio Oriente e Nord Africa
- BlueGreen Med-CS
- MED RESCP – POST RIO +20: sostegno dell'adozione di modelli di consumo e produzione sostenibili (SCP) e di efficienza delle risorse (RE) nella regione mediterranea
- Verso una piattaforma mediterranea di conoscenza sull'acqua
- Programma integrato per la protezione del lago di Biserta dall'inquinamento
- Governance e finanziamento per il settore idrico mediterraneo
- Progetto "Impianto di dissalazione per la striscia di Gaza"
- PLASTIC-BUSTERS per un Mediterraneo privo di rifiuti

#### Sostegno alle donne
La prima conferenza ministeriale dell'UpM si tiene dall'11 al 12 novembre 2009. Organizzata a Marrakech, è dedicata al rafforzamento del ruolo delle donne nella società e porta alla creazione di una Fondazione delle donne per il Mediterraneo.
Il 30 aprile 2013, i 43 paesi membri dell'UpM convalidano il progetto "Giovani donne creatrici di occupazione" il cui scopo è promuovere l'imprenditorialità femminile e la parità tra i generi. Un anno dopo circa, il 15 gennaio 2014, sono già 2.500 le giovani donne che hanno partecipato al progetto. L'UpM firma un protocollo globale con l'AFAEMME per ampliare le competenze di questo progetto a livello globale. Nell'aprile 2015 viene organizzata una Giornata dell'imprenditorialità femminile in Palestina.
L'UpM sostiene anche il programma "Opportunità occupazionali per le giovani donne" che punta a formare giovani donne in cerca di lavoro ma prive di competenze professionali. In un primo momento il progetto viene lanciato in Marocco, Tunisia e Giordania nella prima metà del 2014, e viene quindi ampliato con l'inclusione di Egitto e Libano avvenuta rispettivamente alla fine del 2014 e a inizio 2015. A maggio 2015 sono 180 le donne che hanno beneficiato del programma.
Nel maggio 2015 l'UpM sostiene 10 progetti a beneficio di oltre 50.000 donne nella regione euro-mediterranea, con la partecipazione di oltre 1.000 soci e grazie a un budget di oltre 127 milioni di euro.

## Istituzioni
Una delle principali innovazioni dell'Unione per il Mediterraneo, distintiva rispetto al Processo di Barcellona, è la sua architettura istituzionale. In occasione del Vertice di Parigi è stato deciso di dotare l'Unione di un insieme di istituzioni al fine di elevare il livello politico delle sue relazioni, promuovere un'ulteriore comproprietà dell'iniziativa tra l'UE e i Paesi partner mediterranei e migliorare la visibilità del Partenariato euro-mediterraneo.

### Sistema di copresidenza Nord e Sud

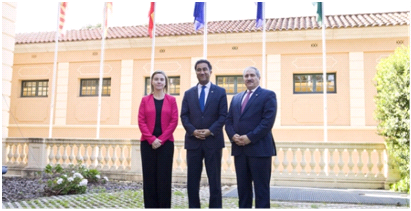
I copresidenti dell'Unione per il Mediterraneo, Federica Mogherini (Alto rappresentante dell'Ue per gli affari esteri e la politica di sicurezza) e Nasser Judeh (Ministro degli affari esteri del Regno hascemita di Giordania), a fianco del Segretario generale dell'UpM, Fathallah Sijilmassi.

Al fine di garantire la comproprietà dell'Unione per il Mediterraneo, i capi di Stato e di governo hanno deciso a Parigi che la presidenza dell'UpM sarebbe stata detenuta congiuntamente da due Paesi, uno dell'UE e uno appartenente ai Paesi partner mediterranei. I 27 Paesi dell'UE hanno convenuto che la loro copresidenza sarebbe dovuta "essere compatibile con la rappresentanza esterna dell'Unione europea conformemente alle disposizioni del trattato in vigore". I Paesi partner del Mediterraneo hanno deciso di scegliere ad unanimità tra di loro un Paese incaricato della copresidenza per un periodo non rinnovabile di due anni."
Dal 2008 al 2012 sono stati la Francia e l'Egitto a detenere la prima copresidenza di turno dell'UpM.
Nel 2012 il Segretariato ha annunciato che all'Egitto sarebbe subentrata alla copresidenza la Giordania e alla Francia l'Unione europea. Questa modifica, avvenuta nel settembre 2012, è stata approvata in una riunione degli alti rappresentanti tenutasi a Barcellona il 28 giugno.
| Presidenza settentrionale          | Presidenza meridionale             |
| Francia (luglio 2008 – marzo 2012) | Egitto (luglio 2008 – giugno 2012) |
| Unione europea (marzo 2012 –)      | Giordania (giugno 2012 –)          |

### Riunione degli alti rappresentanti dell'UpM
La riunione degli alti rappresentanti dell'UpM, cui partecipano ambasciatori e alti funzionari per gli Affari esteri nominati individualmente dai 43 Paesi dell'Unione per il Mediterraneo, ha luogo più volte l'anno, a intervalli regolari, presso la sede del Segretariato dell'UpM a Barcellona o in uno dei Paesi membri. Il suo ruolo è quello di discutere le questioni regionali, orientare le politiche e le azioni dell'organizzazione e approvare i progetti presentati. Ogni Paese ha un voto di ugual peso e tutte le decisioni vengono prese ad unanimità. Parallelamente a questi incontri, l'UpM organizza anche altre riunioni, in particolare conferenze ministeriali che definiscono l'agenda per il Mediterraneo su questioni specifiche, quali l'ambiente e il cambiamento climatico, l'economia digitale, il ruolo delle donne nella società, i trasporti o l'industria.

### Segretariato generale dell'UpM

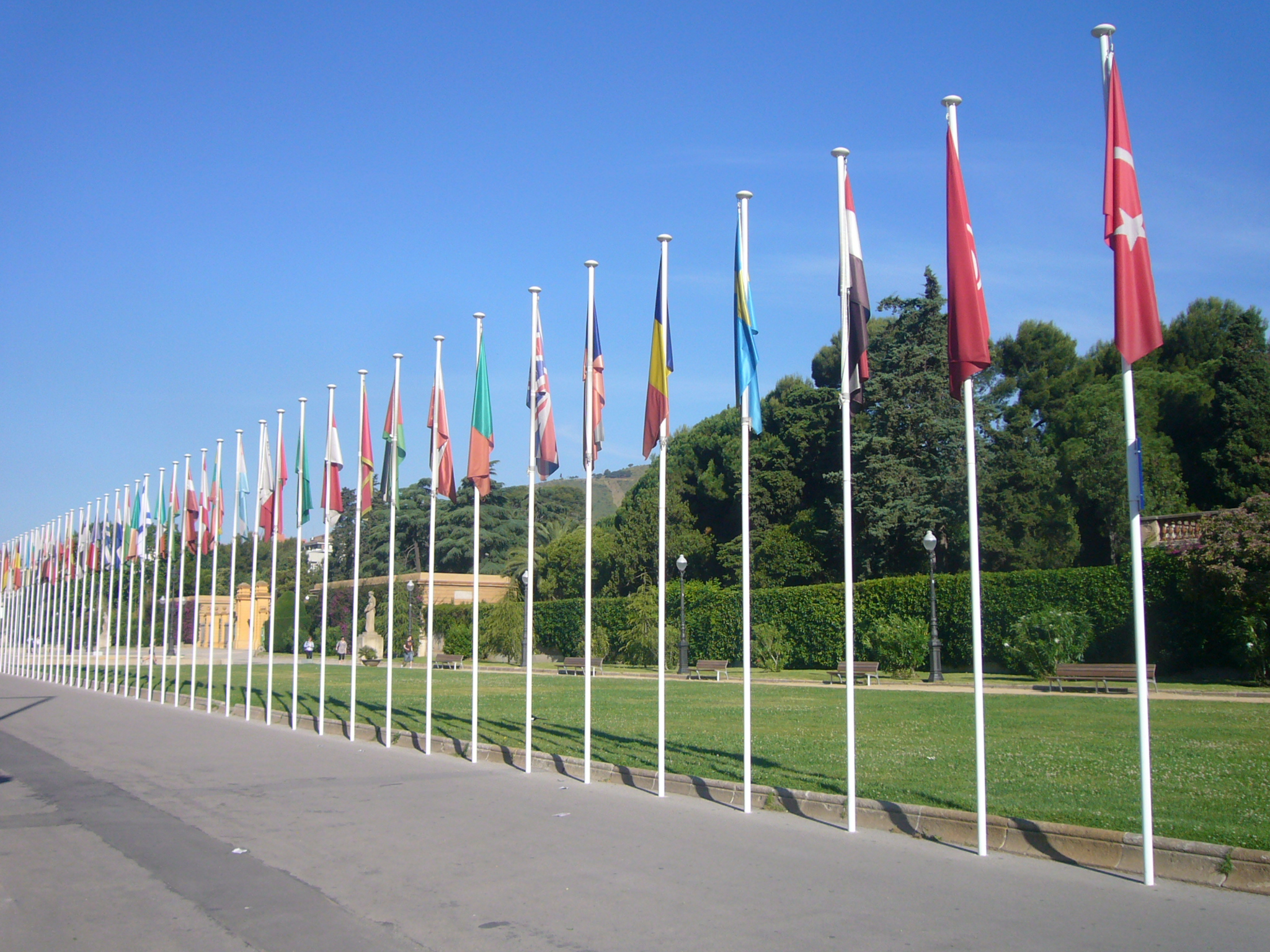
Bandiere dei Paesi membri dell'UpM davanti al Palazzo di Pedralbes, a Barcellona.

Il Segretariato dell'Unione per il Mediterraneo è stato inaugurato il 4 marzo 2010 con una cerimonia ufficiale tenutasi a Barcellona.
Il Segretariato permanente si occupa del monitoraggio operativo delle riunioni ministeriali settoriali, individuando e monitorando l'attuazione di progetti specifici per la regione euro-mediterranea, ricercando partner per il finanziamento di tali progetti e coordinando diverse piattaforme di dialogo.
In occasione della Conferenza di Marsiglia del novembre 2008, i ministri degli Esteri dell'area euro-mediterranea hanno scelto come sede del Segretariato generale il Palazzo Reale di Pedralbes di Barcellona. Hanno inoltre concordato la struttura di questa nuova istituzione chiave e i Paesi d'origine dei suoi primi membri:
Il Segretario Generale è eletto ad unanimità e appartiene ad un Paese extra UE. Il suo mandato è di tre anni ed è prorogabile per altri tre. Il primo Segretario Generale è stato il giordano Ahmad Khalaf Masa'deh, ex ambasciatore della Giordania presso l'UE, il Belgio, la Norvegia e il Lussemburgo e Ministro della Riforma del settore pubblico nel 2004-2005. Masa'deh si è dimesso dopo un anno di mandato. Nel luglio 2011 è entrato in carica il diplomatico marocchino Youssef Amrani. Nominato Viceministro degli Esteri dal governo Benkirane, è succeduto alla carica dall'ambasciatore marocchino Fathallah Sijilmassi, ex-ambasciatore presso l'Unione europea (2003-2004) e la Francia (2005-2009). Fathallah Sijilmassi è Ufficiale della Legion d'onore francese e Grand'ufficiale dell'Ordine nazionale al merito della Repubblica francese.
Al fine di rafforzare la comproprietà del Partenariato euro-mediterraneo, sono state assegnate sei cariche di Vicesegretario generale a tre Paesi dell'UE e a tre Paesi partner mediterranei. Per il primo mandato triennale (estendibile per altri tre anni) i Vicesegretari generali sono stati:
- Panagiotis Roumeliotis (Grecia) - Divisione Energia;
- Prof. Ilan Chet (Israele) – Divisione Alta formazione e Ricerca;
- Sig. Lino Cardarelli (Italia) – Divisione Sviluppo imprenditoriale;
- Amb. Celia Attard Pirotta (Malta) - Divisione Affari sociali e civili;
- Dott. Rafiq Husseini (Palestina) – Divisione Acqua e Ambiente;
- Amb. Yiğit Alpogan (Turchia) - Divisione Trasporti e Sviluppo urbano.

Il Segretariato dell'Unione per il Mediterraneo è stato inaugurato nel marzo 2010 con una cerimonia ufficiale tenutasi a Barcellona.
Al 2017, il Segretariato dell'UpM conta con un organico di 60 persone di oltre 20 nazionalità, compresa la presenza permanente di alti funzionari distaccati della Commissione europea, della BEI, della BERS e della CDC.

## Stati membri
L'UpM include 43 Paesi membri:
- Dall'Unione Europea: 

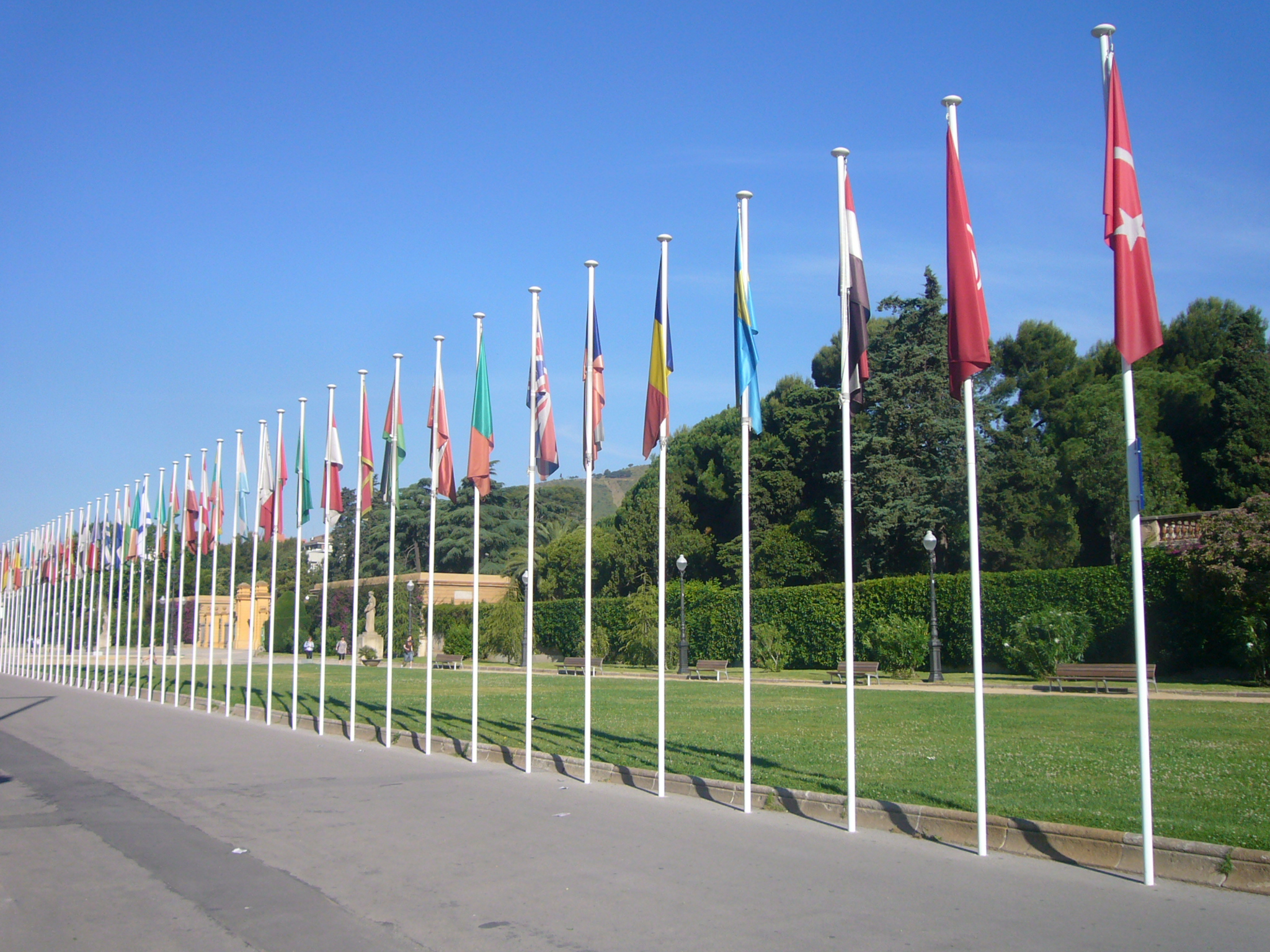
Bandiere dei membri UfM, nei giardini del Palazzo Reale di Pedralbes, a Barcellona (Sede UfM).

  - I 27 Stati membri dell'Unione europea: Austria, Belgio, Bulgaria, Cipro, Croazia, Danimarca, Estonia, Finlandia, Francia, Germania, Grecia, Irlanda, Italia, Lettonia, Lituania, Lussemburgo, Malta, Paesi Bassi, Polonia, Portogallo, Repubblica Ceca, Romania, Slovacchia, Slovenia, Spagna, Svezia ed Ungheria.
  - La Commissione europea.
- Da parte dei paesi partner del Mediterraneo: 
  - 16 Stati membri: Albania, Algeria, Bosnia ed Erzegovina, Egitto, Giordania, Israele, Libano, Marocco, Mauritania, Monaco, Montenegro, Regno Unito, Stato di Palestina[88], Siria (auto sospeso il 1º dicembre 2011),[89] Tunisia e Turchia.
  - 1 osservatore: Libia status di osservatore.[90] L'UfM ha espresso il desiderio di concedere alla Libia la piena adesione,[91] e Mohamed Abdelaziz, Il ministro degli Esteri della Libia, ha dichiarato che il suo paese è "aperto" a unirsi all'Unione mediterranea.[92]
  - Lega araba[93][94]

## Altre organizzazioni e istituzioni euro-mediterranee

### Assemblea parlamentare euro-mediterranea
L'Assemblea parlamentare euro-mediterranea (APEM) non è un'istituzione nuova nel quadro del Partenariato euro-mediterraneo. È stata istituita a Napoli il 3 dicembre 2003 dai ministri euro-mediterranei degli Esteri e ha tenuto la sua prima seduta plenaria ad Atene il 22 e 23 marzo 2004. L'APEM riunisce delegazioni parlamentari dei Paesi euro-mediterranei e dispone di quattro commissioni permanenti sui seguenti ambiti:
- Affari politici, sicurezza e diritti umani
- Economia, finanza e affari sociali ed istruzione
- Promozione della qualità della vita, degli scambi umani e della cultura
- Diritti delle donne nei Paesi euro-mediterranei

L'APEM dispone inoltre di una commissione ad hoc per l'energia e l'ambiente. Dalla nascita dell'Unione per il Mediterraneo, il ruolo dell'APEM è stato rafforzato in quanto ritenuta "espressione parlamentare legittima dell'Unione".

### Assemblea regionale e locale euro-mediterranea
In occasione della Conferenza dei ministri euro-mediterranei degli Esteri tenutasi a Marsiglia nel novembre 2008, i ministri hanno accolto con favore la proposta del Comitato europeo delle regioni di istituire un'Assemblea regionale e locale euro-mediterranea (ARLEM). Il suo obiettivo è quello di fare da ponte tra i rappresentanti locali e regionali dei 43 Paesi e l'Unione per il Mediterraneo e le istituzioni dell'UE.
I partecipanti provenienti dall'UE sono i membri del Comitato europeo delle regioni e rappresentanti di altre istituzioni dell'UE coinvolte nel Partenariato euro-mediterraneo. I partecipanti provenienti dai Paesi partner mediterranei sono rappresentanti delle autorità regionali e locali designati dai rispettivi governi nazionali. L'ARLEM è stata istituita formalmente e ha tenuto la sua prima seduta plenaria a Barcellona il 31 gennaio 2010. La copresidenza dell'ARLEM è detenuta dal Presidente del Comitato europeo delle regioni, Luc Van den Brande, e dal sindaco marocchino di al-Hoseyma, Mohammed Boudra.

### Fondazione Anna Lindh
La Fondazione Anna Lindh per il dialogo tra le culture, con sede ad Alessandria d'Egitto, è stata fondata nell'aprile 2005. Si tratta di una rete per le organizzazioni della società civile dei Paesi euro-mediterranei volta a promuovere il dialogo interculturale e la comprensione reciproca.
Al Vertice di Parigi è stato deciso che la Fondazione Anna Lindh, insieme all'Alleanza delle Civiltà delle Nazioni Unite, sarà responsabile della dimensione culturale dell'Unione per il Mediterraneo.
Nel settembre 2010, la Fondazione Anna Lindh ha pubblicato una relazione intitolata "EuroMed Intercultural Trends 2010" (Tendenze interculturali nella regione euro-mediterranea 2010). Questa valutazione delle percezioni reciproche e della visibilità dell'Unione per il Mediterraneo nella regione si basa su un sondaggio di opinione pubblica Gallup cui hanno partecipato 13.000 persone residenti nei Paesi membri dell'Unione per il Mediterraneo.

### Partenariati con altre organizzazioni e istituzioni euro-mediterranee
In quanto piattaforma per il dialogo e la cooperazione, l'Unione per il Mediterraneo istituisce partenariati strategici con organizzazioni mondiali, regionali e subregionali.
Negli ultimi anni l'UpM ha rafforzato i suoi legami con le parti interessate attraverso la firma di vari protocolli d'intesa: 
- CIHEAM (Centre international de hautes études agronomiques méditerranéennes [Centro internazionale di studi agronomici avanzati mediterranei]) - 8 gennaio 2015
- CESE (Comitato economico e sociale europeo) - 13 gennaio 2015
- Ministerio de Economía y Competitividad (Ministero spagnolo dell'Economia e della Competitività) - 26 gennaio 2015
- AFAEMME (Federazione di associazioni di donne imprenditrici) - 11 febbraio 2015
- Agenzia per la cooperazione internazionale e lo sviluppo locale nel Mediterraneo (Agency for International Cooperation and Local Development in the Mediterranean, ACIM) - 16 febbraio 2015
- The British University in Egypt (Università Britannica in Egitto) - 14 marzo 2015
- EMUNI University (Euro-Mediterranean University [Università euro-mediterranea]) - 8 aprile 2015
- IRU (International Road Transport Union Unione internazionale dei trasporti su strada) - 10 aprile 2015
- IPEMED (Institut de Prospective économique du monde Méditerranéen [Istituto di prospettive economiche del mondo mediterraneo]) - 4 maggio 2015
- UNIDO (United Nations Industrial Development Organization Organizzazione delle Nazioni Unite per lo sviluppo industriale) - 22 maggio 2015
- BUSINESSMED (Unione delle confederazioni mediterranee delle imprese) - 9 giugno 2015
- BSEC (Organization of the Black Sea Economic Cooperation Organizzazione della cooperazione economica del mar Nero) - 18 giugno 2015
- UNESCO - 14 ottobre 2015
- CETMO (Centro de Estudios de Transporte para el Mediterráneo Occidental [Centro studi sui trasporti nel Mediterraneo occidentale]) - 26 novembre 2015
- Segretariato della Carta dell'Energia - 26 novembre 2015
- Agenzia internazionale dell'energia - 17 febbraio 2016
- Service de la Coopération Marocaine (Servizio di cooperazione marocchina) – 8 marzo 2016
- UN-Habitat (Programma delle Nazioni Unite per gli insediamenti umani) – 5 aprile 2016
- Conseil régional de Tanger-Tétouan-Al Hoceïma (Consiglio regionale di Tangeri-Tétouan-Al-Ḥoseyma) - 22 giugno 2016
- Ministerio de Asuntos Exteriores y de Cooperación (Ministero spagnolo degli Affari Esteri e della Cooperazione) - 29 luglio 2016
- ANIMA Investment Network (Rete di investimento ANIMA) - 7 settembre 2016
- Groupe interacadémique pour le développement (Gruppo interaccademico per lo sviluppo) - 29 settembre 2016
- IEMed (Instituto Europeo del Mediterráneo [Istituto europeo del Mediterraneo]) – 20 gennaio 2017
- SIDA (Swedish International Development Cooperation Agency [Agenzia svedese di cooperazione internazionale allo sviluppo]) - 23 gennaio 2017
- UNOSSC - UN Office for South-South Cooperation (Ufficio delle Nazioni Unite per la cooperazione Sud-Sud) - 24 gennaio 2017
- Fundación Mujeres por Africa (Fondazione Donne in Africa) - 24 gennaio 2017
- AGADIR Technical Unit (Unità tecnica di AGADIR) - 24 gennaio 2017
- MENBO Permanent Secretariat (Segretariato permanente della MENBO) – 10 marzo 2017
- Konrad-Adenauer-Stiftung (Fondazione Konrad Adenauer) - 10 aprile 2017
- World Alliance for Efficient Solutions (Alleanza mondiale per le soluzioni efficienti) - 24 maggio 2017
- SDSN Mediterranean (Rete mediterranea per soluzioni di sviluppo sostenibile) - 1º giugno 2017
- Institut Méditerranéen de l'Eau (Istituto mediterraneo dell'acqua) - 8 giugno 2017
- Université Euro-Méditerranéenne de Fès (Università euro-mediterranea di Fès) – 20 giugno 2017